# Proxy (album)
Proxy – czwarta studyjna płyta Julii Marcell z 8 piosenkami, nietypowo dla artystki jak do tej pory, zaśpiewanymi w języku polskim. Ukazała się 11 marca 2016, wydana przez Mystic Production. Promują ją single "Andrew" i "Tarantino".

## Lista utworów
1. Tarantino
2. Tesko
3. Więcej niż Google
4. Ministerstwo Mojej Głowy
5. Marek
6. Wstrzymuję czas
7. Tetris
8. Andrew